# Dépossession
La dépossession est l'action qui consiste à priver quelqu'un d'un bien (bien privé, bien public ou bien commun) par un moyen coercitif, illégalement ou injustement.
La dépossession peut également, dans une certaine mesure être volontaire (chez certains religieux et chez les ascètes et mystiques se dépossédant de biens matériels dans le cadre d'un vœu de pauvreté par exemple),.

## Éléments de définitions
De manière générale, la dépossession implique un mode de transfert de propriété ou de valeur d'usage ou de service, qui s'oppose au partage d'un bien commun, à l'échange, au don ou à l'acquisition.
La dépossession sous-entend que l'on dépossède autrui ou une personne ou une entité en particulier. Elle passe par l'appropriation d'un territoire, de ressources naturelles, d'un bien, d'un service, d'une information (information génétique dans le cas de l'appropriation du génome d'espèces vivantes).
Il existe théoriquement des appropriations sans dépossession, quand une personne ou une entité s'approprie quelque chose qu'elle a inventé ou qu'elle est la première à découvrir. Cependant, la dépossession peut dans ce cas parfois virtuellement concerner quelqu'un qui n'est pas encore né (concept de générations futures), notamment dans le cas de ressources gaspillées et/ou non-renouvelables (ressources foncières, pétrogazières, minérales ou ressources en eau potable par exemple).
La dépossession peut concerner un patrimoine immatériel tel que l'histoire ou la langue d'un groupe humain, ainsi privé de ses racines, phénomène fréquent dans les stratégies de conquêtes territoriales ou encore le patrimoine alimentaire (quand les cultures de rentes destinées à l'exportation remplacent les cultures vivrières qui nourrissaient la population), en Afrique notamment. 
Pour Suvélor, les mécanismes de dépossession peuvent prendre de nombreuses formes, éventuellement masquées Suvélor, R. (1977). Masques et mécanismes de la dépossession. Le Monde diplomatique.

## Les dépossessions légales
Le droit de propriété est désormais garanti par l'Article 17 de la Déclaration universelle des Droits de l’Homme « Nul ne peut être arbitrairement privé de sa propriété ». Dans ce cadre la dépossession ne peut donc être qu'une mesure dérogatoire, résultant d'un arbitrage entre le respect du droit de propriété et d'autres contingences, par exemple dans le cadre d'un intérêt jugé public ou général.

## Les dépossessions dans l'Histoire
Dans le passé, l'Histoire humaine (et en particulier l'histoire de l’esclavage, des conquêtes territoriales, des colonialismes et du capitalisme, de la révolution industrielle, des oligopoles ou de la mondialisation) est pleine de prises de possessions qui ont aussi été des dépossessions (parfois violentes).
Ainsi des auteurs tels que Rosa Luxembourg (dès 1913, Hannah Arendt, J. Glassman David Harvey,) montrent que l'accumulation qui constitue le capital se fait souvent par dépossession légalisée d'autrui et non par accumulation primitive. Selon S. Amin (2009), « le capitalisme historique "réellement existant" est associé à des formes successives d’accumulation par dépossession, non pas seulement à l’origine (« l’accumulation primitive ») mais à toutes les étapes de son déploiement. Une fois constitué, ce capitalisme « atlantique » est parti à la conquête du monde et l’a refaçonné sur la base de la permanence de la dépossession des régions conquises, devenant de ce fait les périphéries dominées du système », ce qui fait que l'accumulation par dépossession est source d'une crise systémique. 
Un exemple souvent cité est celui de la conquête de l'Amérique qui a été une succession de prises de possession par les colons européens de la quasi-totalité des richesses foncières, biologiques, géologiques et minières de tout le continent américain, au détriment des peuples amérindiens qui y vivaient. Mais la notion de bien commun semble également avoir été partagée ou comprise par de nombreuses civilisations, sur tous les continents. 
Philippe Aigrain cite comme exemples récents d'appropriation ou dépossessions à échelle mondiale l'appropriation de molécules (depuis 1840) puis dans le domaine du vivant l'appropriation de variétés végétales et animales et plus récemment de gènes, séquences génomiques ou génomes entiers (animaux, végétaux, fongique, microbiens ou viraux). 
Dans le domaine de l'information l'appropriation de grands groupes a porté sur les logiciels, des algorithmes, des bases de données ou des structures de données, le droit à l'image et à divers contenus audiovisuels, notamment via l'invention des droits d’auteur et du brevet avec une tendance de ces droits à se prolonger (exemple : « extensions successives de la durée des droits exclusifs à 30, 50, 70 ans après la mort du dernier « créateur » d'une œuvre) », avec dans certains pays une « réinterprétation restrictive des droits d'usage (critique, citation, enseignement, etc.) » et une « délimitation des droits par leur mise en œuvre technique ». 
Ceci a été facilité par une « redéfinition de la propriété comme un droit absolu et non plus comme compromis social » et un corpus de procédures administratives et juridiques associés à un système de sanctions, de procédures pénales et civiles plus sévères, avec « acceptation de termes de licences plus restrictifs et une protection plus faible des consommateurs et usagers ». Pour Cédric Durand, les stratégies néolibérales apparues dans les années 1980 puis les plans d’austérité mis en place en réponse à la crise de 2008 « participent de cette forme d’accumulation ». 

### Dépossession commesanction
La privation d'un bien, de la liberté ou de l'accès à un service peut être une sanction édictée pour punir un comportement jugé nuisible à la société.
En matière de sanction pénale on distingue l'amende de la confiscation. La première exige le paiement d'une valeur en monnaie, alors que la seconde en précisant le bien qui doit être cédé implique une dépossession subie.

### Contributions
Il existe des cas où l'intérêt général justifie l'atteinte au droit de propriété des individus.
- Les prélèvements obligatoires comme les impôts sont récurrents et systématiques. Ils servent à financer le fonctionnement de l'État et des collectivités, les services publics et à assurer la justice sociale. En théorie, quand le système est équilibré et qu'il n'y a pas de corruption ou autres détournements, ces prélèvements ne sont pas exactement une dépossession car transférés vers la production de services mutualisés qui bénéficient théoriquement à la communauté, c'est-à-dire au bien de tous et chacun.

- Les expropriations et les réquisitions ont elles un caractère exceptionnel. On les distingue par l'urgence de la démarche. La réquisition est la réponse à une situation de crise, par exemple la réquisition d'un local pour monter un poste médical avancé ; alors que l'expropriation n'a pas ce caractère urgent, un agriculteur sera ainsi exproprié pour construire une route. On retrouve cette distinction par exemple dans cet arrêt de septembre 2006 de la cour constitutionnelle du Bénin : « À la différence l’expropriation, qui exige une juste et préalable indemnisation, la réquisition n’entraîne qu’une réparation ultérieure en raison de son caractère urgent »[14]. La servitude est elle une limitation partielle de l'usufruit d'un bien.
Une indemnisation peut avoir été prévue par législation mais sa valeur est fixée par l'État ou une autorité indépendante alors qu'une préemption s'exerce généralement au prix demandé par le vendeur.

### Obligations
En matière de droit civil, le non remboursement d'une dette peut entraîner la saisie des biens qui avaient été gagés pour garantir l'emprunt ou de tout autre élément du patrimoine du débiteur.
L'indemnisation d'une victime peut aussi entraîner le paiement de dommages-intérêts.

### Gage sans dépossession
Un individu peut affecter au profit de son créancier en garantie d’une dette, un bien tout en en conservant l’usage,.
Afin de rendre ce type de gage « opposable aux tiers», En France, l'ordonnance no 2006-346 du 23 mars 2006 précise que ce gage doit faire l’objet d’une publicité sur un registre tenu par le greffier du tribunal de commerce dans les conditions fixées par le décret no 2006-1804 du 23 décembre 2006,.

## Appropriations illégitimes ou frauduleuses
- vol
- extorsion, demande de fonds sous contrainte c'est-à-dire le fait, en réunion et de manière agressive, ou sous la menace d'un animal dangereux, de solliciter, sur la voie publique, la remise de fonds, de valeurs ou d'un bien
- escroquerie et des infractions voisines, telles que la filouterie
- détournements : abus de confiance, détournement ou destruction d'un objet donné en gage ou d'un objet saisi, organisation frauduleuse de son insolvabilité en augmentant le passif ou en diminuant l'actif de son patrimoine, soit en diminuant ou en dissimulant tout ou partie de ses revenus, soit en dissimulant certains de ses biens, en vue de se soustraire à l'exécution d'une condamnation
- on parle dans le domaine financier et le droit belge de « dépossession involontaire »[19], concept plus largement défini par une loi de 1921[20] que par le Code civil (qui n'envisage que le vol ou la perte d'une chose, « c'est-à-dire une dépossession contre la volonté du possesseur ou sans la volonté de ce dernier ». La loi de 1921 couvre toute espèce de dépossession involontaire, non seulement lorsqu'il y a perte, vol ou même destruction du titre au porteur[21], mais aussi « lorsqu'il s'agit d'un fait de dépossession à l'origine duquel se trouve une remise volontaire du titre, tel que l'abus de confiance ou l'escroquerie ».
- appropriation de ressources naturelles[22]